# Винслоу (Аризона)
Винслоу (енгл. Winslow) град је у америчкој савезној држави Аризона. По попису становништва из 2010. у њему је живело 9.655 становника.

## Демографија
Према попису становништва из 2010. у граду је живело 9.655 становника, што је 135 (1,4%) становника више него 2000. године.
| Група             | 2000.         | 2010.         |
| Белци             | 3.881 (40,8%) | 3.328 (34,5%) |
| Афроамериканци    | 493 (5,2%)    | 547 (5,7%)    |
| Азијати           | 98 (1,0%)     | 96 (1,0%)     |
| Хиспаноамериканци | 2.746 (28,8%) | 3.171 (32,8%) |
| Укупно            | 9.520         | 9.655         |